# Belegering van Melilla
De belegering van Melilla in 1774 was een mislukte poging om de Spaanse exclave Melilla te veroveren door de Alawide- sultan van Marokko, Mohammed III, en zijn Engelse bondgenoten. De stad werd in 1774 omsingeld en belegerd door een groot leger van de sultan en vele Algerijnse huurlingen. De stad werd verdedigd door een garnizoen onder bevel van de Ier Juan Sherlocke. Het beleg werd doorbroken door een Spaanse hulpvloot.

## Strijd
Met de belofte van Engelse militaire en financiële hulp voor een oorlog tegen Spanje bracht Sultan Muhammad ibn Abd Allah een leger van 40.000 man bijeen, uitgerust met krachtige artillerie, en begon de stad in 1774 te bombarderen. De Spaanse troepen verzetten zich meer dan 100 dagen tegen de belegering, gedurende welke tijd meer dan 12.000 kanonschoten op de stad werden afgevuurd. In dezelfde periode verzette een klein garnizoen onder leiding van Florencio Moreno zich tegen een ander leger dat door de sultan naar Peñón de Vélez de la Gomera was gestuurd.
In 1775 werd een Engels schip met oorlogsmateriaal op weg naar Melilla onderschept door de Spaanse marine, een Spaanse marine die vervolgens de stad bereikte; Tegelijkertijd begonnen de Ottomanen van het regentschap Algiers de oostgrenzen van Marokko binnen te vallen en verlieten de Algerijnse huurlingen, zodat Sherlocke het beleg begon te doorbreken, dat uiteindelijk in maart 1775 eindigde.Het einde van het beleg wordt door de Spanjaarden herinnerd als "Nuestra Señora de la Victoria".
Met de Vrede van Aranjuez in 1780 erkende Marokko de Spaanse soevereiniteit over Melilla in ruil voor enkele territoriale concessies.